# Ulocladium oudemansii
Ulocladium oudemansii är en svampart som beskrevs av E.G. Simmons 1967. Ulocladium oudemansii ingår i släktet Ulocladium och familjen Pleosporaceae.   Inga underarter finns listade i Catalogue of Life.